# Das Herz der Bärin
Das Herz der Bärin (estnisch Karu süda) ist ein estnisch-deutsch-tschechisch-russisches Drama von Arvo Iho aus dem Jahre 2001. Die Handlung basiert auf dem Roman Karu süda von Nikolai Baturin.

## Handlung
Der junge Este Niika verlässt die Zivilisation und zieht in die sibirische Taiga, um als Jäger ein neues Leben in der Wildnis zu beginnen. Er baut sich im winterlichen Wald eine einfache Hütte und versucht, mit der Natur im Einklang zu leben.
Niika trifft auf ein Nomadenvolk der Nganasanen. Sie prüfen ihn zunächst, gewähren ihm dann aber Aufnahme. Er erhält den Ehrennamen „Nganasan“ und integriert sich in die Gemeinschaft. Doch er lehnt ein Eheangebot für eine minderjährige Frau ab, da sein Gewissen ihn plagt und er eine echte Verbindung möchte.
Im Laufe des Winters erschießt Niika einen mächtigen schwarzen Bären – ein symbolischer Akt, der ihm letztlich zur Last fällt. Die Bärin, das Weibchen des Reviers, nähert sich ihm jedoch unvermutet friedlich und scheint ihn auf seltsame Weise zu akzeptieren.
Im folgenden Sommer lebt Niika unter den Einheimischen und begegnet dort der temperamentvollen Lehrerin Gitya, die ihn heiraten möchte. Obwohl sie ihn liebt, kann er sich nicht auf ein Leben in einer Dorfgemeinschaft festlegen.
Im zweiten Winter kehrt Niika erneut in die Taiga zurück. Dort entdeckt er eine junge, wortlose Frau, die in einen Bärenpelz gehüllt ist, nur Laute von sich gibt und sich um seine Fallen gekümmert hat. Er nimmt sie in seine Hütte auf, pflegt sie gesund und verliebt sich in sie. Die geheimnisvolle Frau scheint mit dem Geist einer Bärin verbunden zu sein, denn immer wieder taucht sie aus der Wildnis auf und verschwindet spurlos.
Später stellt sich heraus: Niikas Bärin ist mehr als ein Tier, sie ist die Verkörperung seiner Schattenseite oder seiner mystischen Bestimmung. Nachdem er den männlichen Bären getötet hat, belastet ihn seine Tat mit Schuldgefühlen und die Bärin erscheint ihm als rätselhaftes Spiegelbild seiner Seele.
Niika hat mit der Frau ein Kind, doch sie verschwindet erneut, möglicherweise, weil sie einem Schicksal folgt, das jenseits menschlicher Kontrolle liegt. Zurück bleibt Niika mit seiner Sehnsucht, seinem tiefen Gefühl für Natureinheit und seinem Wunsch nach innerer Balance.

## Produktion
Die Vorarbeiten für den Film begannen bereits 1996. Nach einer sorgfältigen Vorbereitungszeit begannen Anfang Juli 1999 die Dreharbeiten in Komi, die nach zwei Jahren mit 81 Drehtagen abgeschlossen waren. Partner war die örtliche Komifilm. Man hat die sibirische Natur in Komi gefilmt, es fanden auch Dreharbeiten in Estland statt. Ilmar Raag war während der ersten Dreharbeiten als Produzent an der Entwicklung des Films beteiligt, bevor er den Posten an den Produzenten von Faama Film, Mati Sepping, weitergab. Die Gesamtkosten des Films beliefen sich auf rund 14,5 Mio. EEK, was ihn damals zum teuersten unabhängigen estnischen Spielfilm machte.
Der wilde Taigabär wird in dem Film von Massachusetts gespielt, einem zahmen Moskauer Zirkusbären.

## Veröffentlichung
Die Premiere fand am 6. September 2001 im Coca-Cola Plaza in Tallinn statt und ab dem 7. September wurde der Film vorerst nur dort gezeigt. In der fünften Woche erreichte er bereits 10.308 Zuschauer. Ab November 2001 wurde er auch in anderen estnischen Städten gezeigt. Insgesamt besuchten 2001 23.316 Menschen den Film in estnischen Kinos. In Deutschland wurde Das Herz der Bärin erstmals am 20. Oktober 2004 auf arte im Fernsehen gezeigt.

## Auszeichnungen
Das Herz der Bärin wurde 2001 für den Europäischen Filmpreis in der Kategorie Beste Kamera und 2002 beim Internationalen Filmfestival Moskau für den Goldenen St. George nominiert. Er wurde auch als estnischer Beitrag für den Oscar 2002 in der Kategorie Bester fremdsprachiger Film vorgeschlagen, jedoch nicht nominiert.